# 安東尼·勞倫斯
安東尼·布萊恩·勞倫斯二世（1996年9月6日—）為美國男子籃球運動員，三歲時開始進行籃球訓練，四歲時開始參加AAU賽事，勞倫斯進入Lakewood High School就讀時，父親也接下球隊的兵符，大學勞倫斯至邁阿密大學磨練。2021年9月勞倫斯成為三河海馬職員，勞倫斯以練習生身份與三河海馬簽約，此舉是三河海馬為了確保球隊出現洋將缺額時不受到COVID-19疫情影響，2022年2月三河海馬將勞倫斯註冊為球員。2022年5月勞倫斯與三河海馬完成續約。2023年6月三河海馬宣布勞倫斯合約到期。2023年9月P. LEAGUE+桃園璞園領航猿宣布勞倫斯加盟事宜。2024年2月桃園璞園領航猿宣布因陣容考量與勞倫斯達成離隊協議，勞倫斯留下出賽5場，場均16分、8.8籃板、2抄截的表現。2024年3月横滨卓越簽下勞倫斯。

## 外部連結
- 安東尼·勞倫斯在fiba.basketball（英语）
- 安東尼·勞倫斯在NBA G聯盟官網（英语）
- 安東尼·勞倫斯在B.LEAGUE官網（日语）
- 安東尼·勞倫斯在P. LEAGUE+官網
- 安東尼·勞倫斯在Basketball-Reference.com（NBA）（英语）
- 安東尼·勞倫斯在Basketball-Reference.com（NBA G聯盟）（英语）
- 安東尼·勞倫斯在Sports-Reference.com（NCAA）（英语）
- 安東尼·勞倫斯在Eurobasket.com（球員）（英语）
- 安東尼·勞倫斯在Proballers（英语）
- 安東尼·勞倫斯在RealGM（英语）